# Playmates (álbum de Small Faces)
Playmates es un álbum de estudio de la banda de rock británica Small Faces, publicado en agosto de 1977. El álbum marca la reunión de los músicos Steve Marriott, Ian McLagan, Kenney Jones y Rick Wills.

## Lista de canciones
1. "High and Happy" (2:42)
2. "Never Too Late" (3:50)
3. "Tonight" (2:47)
4. "Saylarvee" (2:17)
5. "Find It" (6:01)
6. "Lookin' for a Love" (3:13)
7. "Playmates" (3:37)
8. "This Song's Just For You" (4:06)
9. "Drive-In Romance" (5:11)
10. "Smilin' in Tune" (4:44)

## Créditos
- Steve Marriott − voz, guitarras, armónica
- Rick Wills −voz, bajo, guitarra
- Kenney Jones − voz, percusión
- Ian McLagan − voz, teclados